# La Ferreria Vella (Montesquiu)
La Ferreria Vella és una obra de Montesquiu (Osona) inclosa a l'Inventari del Patrimoni Arquitectònic de Catalunya.

## Descripció
Casa de planta quadrada amb planta baixa, pis i golfes. La coberta és de teula àrab a dues vessants. La funció que tenia originàriament n'ha condicionat la seva estructura interna. Una planta baixa destinada a ferreria, reconvertida actualment en una escola de música, i un primer pis destinat a habitatge. Un gran portal, amb arcada de mig punt, donava accés a la casa, a l'entrada de la qual hi trobem encara avui un pou així com les restes de la farga. Està construïda amb materials nobles (pedra i roure). Fou restaurada tot conservant la seva fesomia original.

## Història
Pel seu emplaçament, la vila de Montesquiu ha estat des dels seus orígens un lloc de pas. Així la ferreria caldria relacionar-la amb altres edificis de serveis com els hostals. Apareix en la documentació des de la baixa Edat Mitja, essent un dels elements essencials del terme de Montesquiu. Després d'uns anys de desús, ha estat restaurat pel seu propietari, reconvertint-la en una escola de música i amb la intenció que esdevingui un futur restaurant. La restauració, però, ha respectat al màxim la fesomia original, especialment pel que fa a distribució interna i a materials dels murs, tots ells de pedra.